# Wrona kubańska
Wrona kubańska (Corvus nasicus) – gatunek średniej wielkości ptaka z rodziny krukowatych (Corvidae). Występuje na Kubie, otaczających ją mniejszych wyspach, w tym Isla de la Juventud, oraz na wyspach Caicos wchodzących w skład brytyjskiej kolonii Turks i Caicos. Nie jest zagrożony.

## Systematyka
To jeden z czterech krukowatych zamieszkujących największe wyspy Karaibów. Jest blisko spokrewniona z wroną antylską (C. leucognaphalus) i jamajską (C. jamaicensis), z którymi dzieli podobne cechy. Czwarta wrona – wrona palmowa (C. palmarum), w porównaniu z poprzednimi jest późniejszym przybyszem, co odbiło się na tok ewolucji i większe pokrewieństwo z północnoamerykańskimi gatunkami takimi jak wrona rybożerna (C. ossifragus), która genetycznie jest jej prawdopodobnie bliższa. Nie wyróżnia się podgatunków.
Etymologia
- Corvus: łac. corvus „kruk”[6].
- nasicus: łac. nasica „wielkonosy, spiczastonosy”, od nasus „nos”[7].

## Morfologia

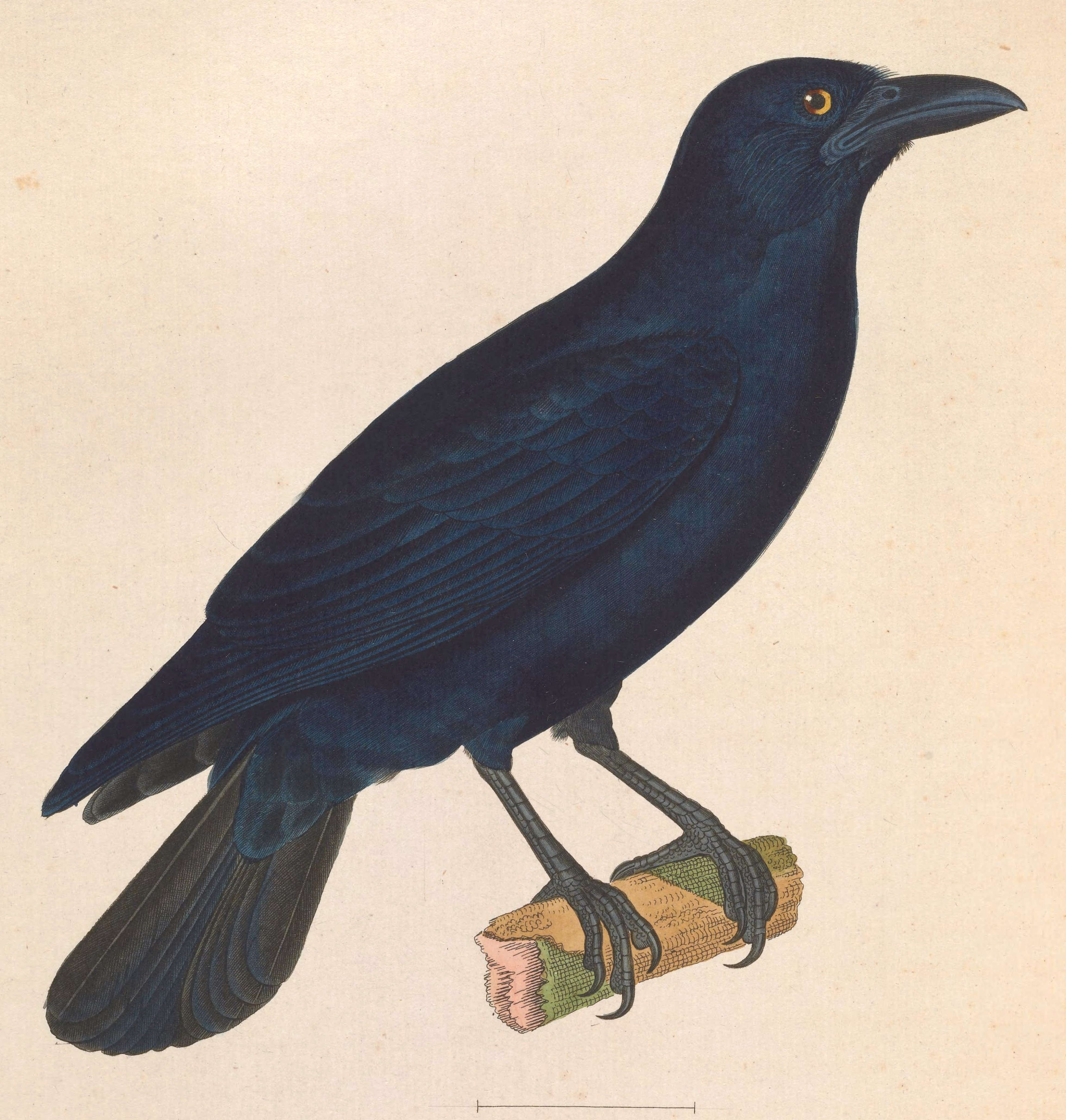
Wrona kubańska na grafice z 1838 roku

To przysadzisty, średniej wielkości (długości 40–42 cm) ptak.
Ma długi i głęboki dziób z delikatnym zakrzywieniem w kierunku jego końcówki, co nadaje głowie z profilu wrażenie większej wielkości. Nosowe szczeciniaste pióra przewiane do przodu i w górę odsłaniają często nozdrza, które są ukryte u prawie wszystkich przedstawicieli rodzaju Corvus. Za brązowo-rudym okiem i u podstawy dolnej żuchwy dostrzec można niewielkie pole ciemnoszarej nagiej skóry. Czarne upierzenie ma niebieskawo-fioletowy połysk w dobrym świetle. Dziób, nogi i łapy są czarne.

## Ekologia i zachowanie
Środowisko
Zasiedla obszary leśne i tereny wykarczowane na użytek rolnictwa. Często widuje się wronę kubańską w pobliżu farm i wsi, gdzie w miarę dobrze przystosowuje się do panujących tam warunków i względnie bliskiej obecności człowieka.
Pożywienie
W diecie wrony kubańskiej znajdują się owoce i owady, choć widywano jak podkradała chętnie ludzki pokarm i wygrzebywała odpadki, gdy nadarzała się ku temu okazja. Duże, hałaśliwe stada żerują zarówno na drzewach, jak i na ziemi – zwłaszcza, gdy na powierzchni pola znajdują rozsypane lub pozostawione bez nadzoru nasiona zbóż i innych roślin.
Głos
Odgłosy są dość niezwykłe i nie przypominają typowego dla tej rodziny krakania – usłyszeć można dziwne dźwięki bulgotania płynu i wysokie tony wydawane w różnych kombinacjach. Odzywają się też cienkim, piszczącym aaaaauh, które modulują rosnąco.
Rozród
Gniazda wron kubańskich znajdują się na wysokich drzewach, choć jak dotąd nie ma wielu informacji o wyprowadzaniu na świat potomstwa przez ten gatunek.

## Status
IUCN uznaje wronę kubańską za gatunek najmniejszej troski (LC, Least Concern) nieprzerwanie od 2004 roku; wcześniej miała status LR/LC (Lower Risk/Least Concern). Liczebność populacji nie została oszacowana, ale ptak ten opisywany jest jako dość pospolity. Ze względu na brak dowodów na spadki liczebności bądź istotne zagrożenia dla gatunku BirdLife International uznaje trend liczebności populacji za stabilny.